# Der Aufruhr in den Cevennen

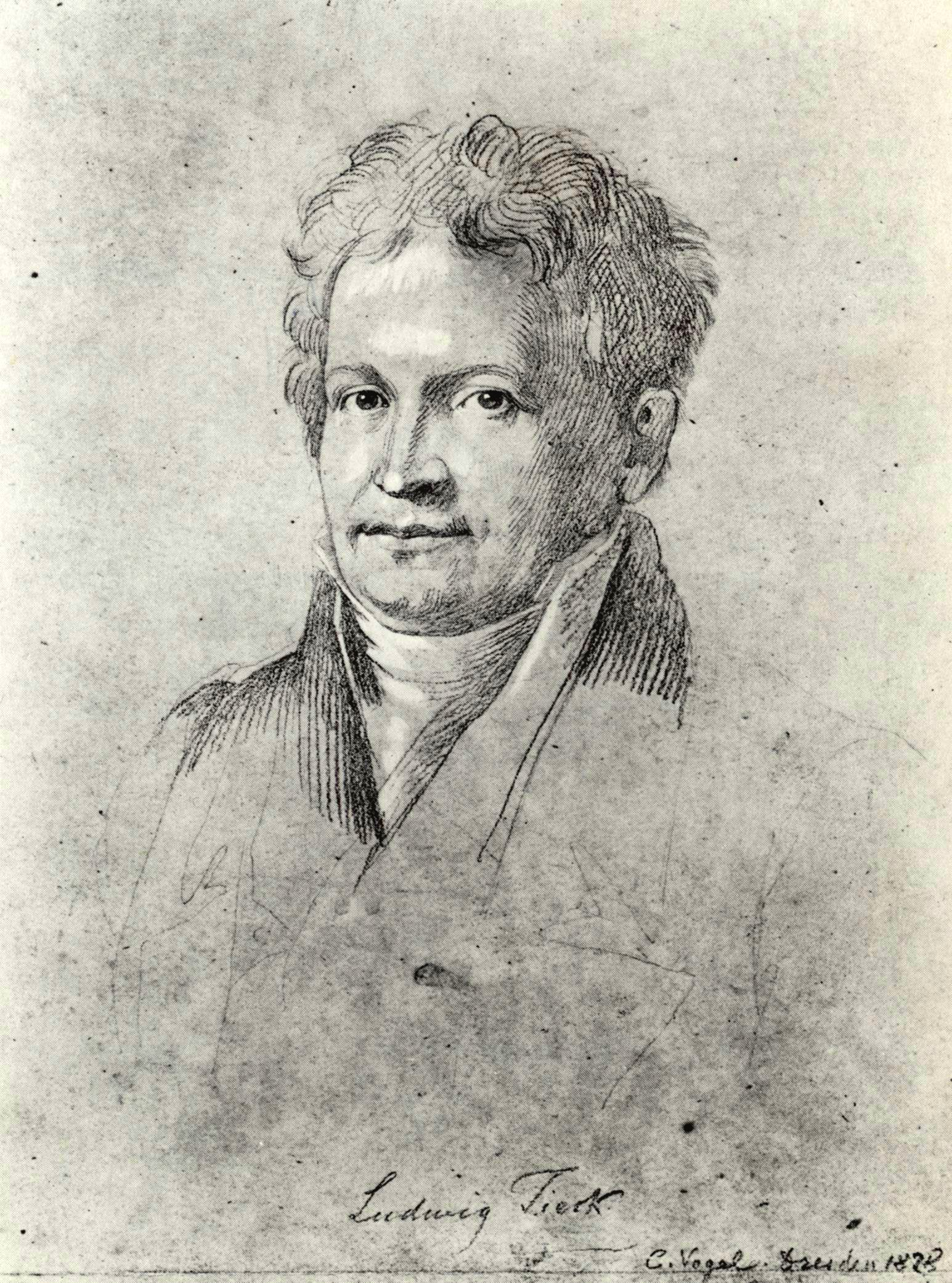
Ludwig Tieck (Carl Christian Vogel von Vogelstein, 1828)

Der Aufruhr in den Cevennen ist der Titel eines unvollendeten historischen Romans von Ludwig Tieck, dessen erster und zweiter Abschnitt 1826 erschien. Im Mittelpunkt steht die Entwicklung des jungen Edmund von Beauvais, der sich durch die Brutalität des Religionskrieges vom eifrigen Katholiken zum Hugenotten wandelt, mit den Kamisarden gegen die Truppen des katholischen Königs Ludwig XIV. kämpft, die Grausamkeiten des Partisanenkrieges kennenlernt und sich wieder der katholischen Religion zuwendet.

## Inhalt

### Erster Abschnitt
Der erste Abschnitt des Roman ist nach drei wechselnden Handlungsorten strukturiert, an denen die Figuren über ihre Positionen im politisch-religiösen Konflikt diskutieren und von ihren Erfahrungen und Kriegserlebnissen berichten: der Landsitz des Parlamentsrats von Beauvais in der Nähe Floracs, die Wohnungen der Frau von Courtenai in Alais und des Marschalls von Montrevel in Nîmes. Die Handlung spielt vor dem historischen Hintergrund der Ereignisse im Frühjahr 1703. Der Parlamentsrat gerät wegen seiner Zurückhaltung beim Kampf gegen die Rebellen zunehmend unter Druck.

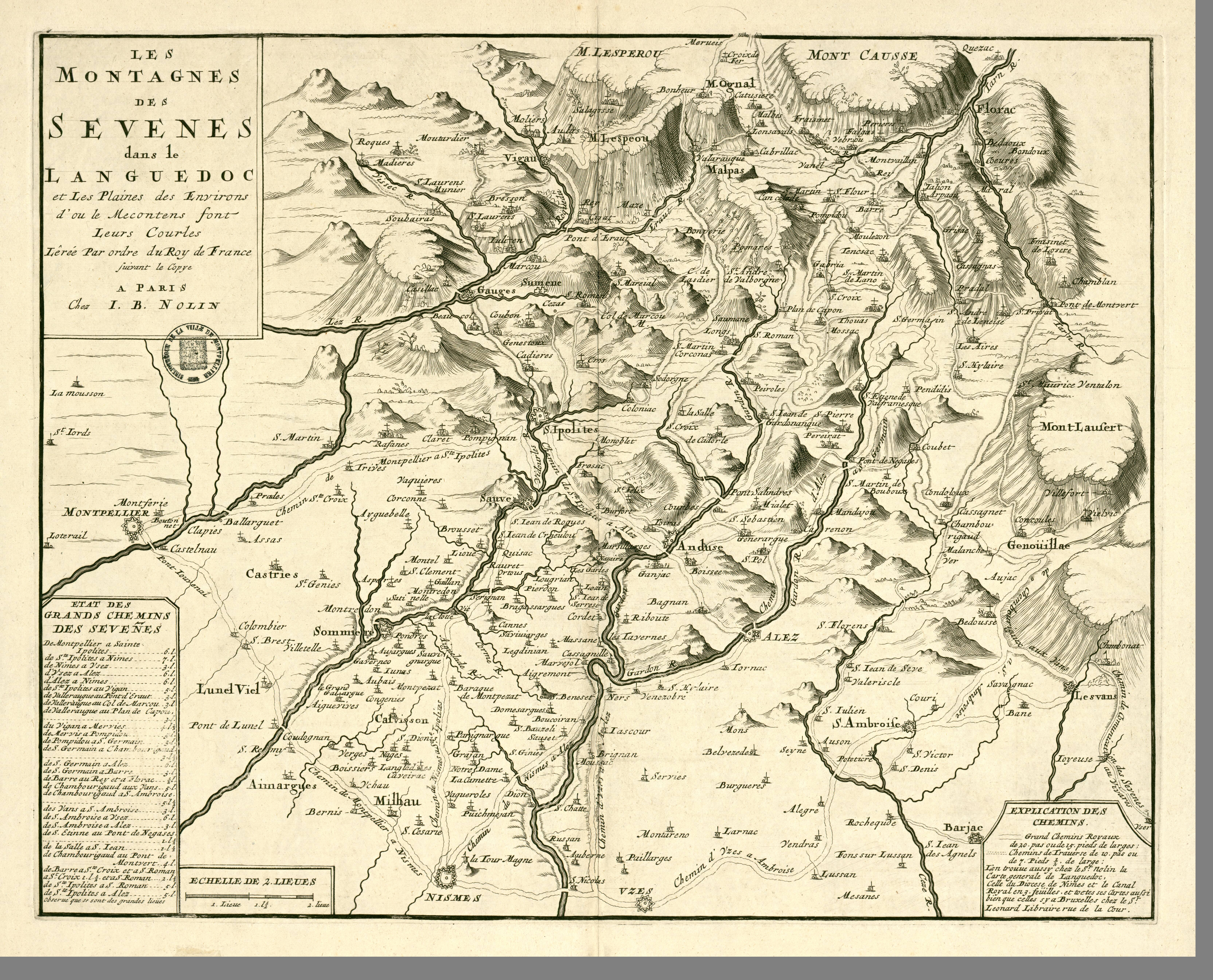
Historische Karte der Cevennen (17. Jh.)

#### Vater – Sohn – Konflikt
Die Haupthandlung spielt auf dem abgelegenen Beauvais-Landsitz inmitten von Weinbergen und Schafweiden. Die Beziehung zwischen dem Baron und seinem Sohn ist angespannt. Wie er seinem Freund, dem Arzt Vila aus St. Hippolite erzählt, ist der Baron mit Edmunds Entwicklung unzufrieden. Er kritisiert dessen mangelndes Engagement für ein Studium und einen Beruf, seine Orientierungslosigkeit, sein Abschweifen zwischen Jagd, Lektüre und Schriftstellerei und wirft sich eine zu freie Erziehung nach dem Tod der Mutter vor. Vila relativiert diese Vorwürfe und gibt die Schuld teilweise den strengen Vorschriften Beauvais. Er solle den Sohn sich entwickeln lassen.
Der Roman beginnt mit einer Grundsatzdiskussion zwischen Vater und Sohn. Der Baron bekennt sich als treuer Untertan des Königs, bleibt aber im Kampf neutral und verbieten seinem von der Sache des Katholiken überzeugten Sohn Edmund, mit einer Compagnie Freiwilliger gegen die Rebellen vorzugehen. Dieser ist unzufrieden mit der zurückhaltenden Position des Vaters. Über die Ursachen des Aufstands in den Cevennen sind die beiden unterschiedlicher Meinung. Der Parlamentsrat macht die zunehmende Machtkonzentration der Vatikankirche und die Aufkündigung des 1598 vereinbarten Ediktes von Nantes am 18. Oktober 1685 durch König Ludwig XIV. für den Konflikt verantwortlich. Regionale Kräfte müssten sich jetzt dem Zentralismus unterordnen, Dogmatismus und mangelnde Toleranz seien die Folgen. Alle Kritiker würden als Ketzer verfolgt. Edmund dagegen vertritt die Position des Papstes, der allein die Richtlinienkompetenz habe. Wenn man alle Abweichungen dulde, entstünden viele neue Dogmen, deren Führer ihre Gegner genauso hart bekämpfen, mit vielen Kleinkriegen und chaotischen Folgen für das Land.

#### Berichte über die letzten militärischen Ereignisse
Nach dem Sieg des Marschalls von Montrevel über die Kamisarden suchen vier Personen, deren Identität erst später bekannt wird, im Haus des Parlamentsrats Schutz vor einem Unwetter und Beauvais und Edmund hören sich ihre Erzählungen an. Die drei verschweigen ihre Rollen im Kampf und berichten von ihren Erlebnissen, aber ihre gegensätzlichen Positionen werden in den Gesprächen deutlich: Der katholische Pfarrer von St. Sulpice, bei St. Hippolite gelegen, befehligt eine von den Rebellen besiegte Compagnie Freiwilliger. Der Jäger Favart, im Dienst des Intendanten von Basville, warnte die Kamisarden vor dem Angriff der Regierungstruppen, so dass ein Teil mit ihren Anführern Jean Cavalier und Cabinat fliehen und eine Bürgermiliztruppe unter dem Befehl des Einsiedlers von Saumiere besiegen konnte. Hinter dem Müllersohn aus dem Tal hinter Saumière verbirgt sich der Anführer der Kamisarden Cavaliere. Der Pfarrer berichtet, dass unter den Eiferern und Schwärmern auch Kinder mit Prophezeiungen im reinen Französisch auftreten. Der Jäger glaubt an dämonisch-surreale Erscheinungen und eine verhexte Esche. Später sucht ein vierter an den letzten Kämpfen Beteiligter bei Beauvais Zuflucht: Der Einsiedler von Saumière, der als Capitain seiner Truppe von den Kamisarden besiegt wurde. Er wird von einer Rotte zum Landhaus verfolgt und sie fordert seine Auslieferung. Montan/Cavaliere kennt seine Leute, spricht mit ihnen und sie ziehen sich zurück, so dass Beauvais Gäste unbehelligt das Haus verlassen können.

#### Kritik an Montrevels radikaler Strategie
Am nächsten Tag besucht Edmund seine Freundin Christine von Castelnau bei ihrer Tante in Alès. Nach seiner Rückkehr deutet sich seine Wandlung an. Er kritisiert jetzt, wie zuvor Christine in einer Konfrontation mit dem Marschall von Montrevel, die Tötung von Frauen und Kindern, die man der Kollaboration mit den Rebellen beschuldigte. Der Arzt Vila, der gerade seinen Freund Beauvais besucht, schlägt ihm vor, zusammen mit ihm und seinem Sohn Florentin, als Bauern verkleidet, einen Gottesdienst der Hugenotten in St. Hilaire zu besuchen, um sich ein Bild von deren Schwärmertum zu machen. Der Kirchenbesuch hat jedoch auf Edmund keine abschreckende Wirkung, vielmehr ist er beeindruckt vom intensiven Glauben der Hugenotten und den Auftritten ihrer Kinder-Propheten und schließt sich den Kamisarden an.

#### Verdächtigung Beauvais als Kollaborateur
Nach den nächtlichen Besuchen bekommt Beauvais Besuch vom Intendanten von Basville aus Nîmes, der ihn in der Funktion als Präfekt des Königs zur Königstreue ermahnt. Er konfrontiert ihn mit den Gerüchten über seine Unterstützung der Rebellen, ihre Aufnahme in seinem Haus und dem Verbot seines Sohnes, eine Compagnie Freiwilliger gegen die Kamisarden aufzustellen. Basville argumentiert, dass bei einem stärkeren Engagement aller Adligen im Kampf gegen die Rebellen keine Truppen des Königs in die Region gekommen wären, die Gräueltaten gegen die Zivilbevölkerung verübt hätten. Das Ergebnis des Gesprächs ist, dass Edmund eine Compagnie aufstellen darf. Doch dieser hat bereits die Fronten gewechselt. Er kehrt einige Tage nach der Unterredung Beauvais mit Basville zu seinem Vater zurück, erzählt ihm von seiner Erleuchtung, seinem Erweckungserlebnis, seinen eigenen Visionen und Prophezeiungen und dem Naturerlebnis am Mont Lozère und teilt ihm seine Konversion und den Anschluss an die Hugenotten mit.

### Zweiter Abschnitt
Im zweiten Romanteil stehen die Aktionen der Kamisarden im Jahr 1703, die Grausamkeit der Kämpfe und die Folgen für die Zivilbevölkerung im Vordergrund. Durch Edmunds Anschluss an die Kamisarden wird auch sein Vater angeklagt und als Verräter verfolgt. Sein Landsitz wird zerstört und er muss mit seiner Tochter Eveline untertauchen. Edmund nähert sich nach dem langen Religionsgespräch mit dem Priester Watelet wieder dem Katholizismus an.

#### Aufnahme in die Kamisarden-Bruderschaft
Nach dem Abschied vom Vater steigt Edmund ins Gebirge, um sich den Rebellen anzuschließen. Als Angehöriger des Adels betrachtet man ihn zuerst misstrauisch, doch er wird durch die Fürsprache Cavaliers in die Bruderschaft aufgenommen, zumal sein Vater als geheimer Sympathisant mit ihren Ideen gilt. Wie die katholische Seite streiten auch die Kamisarden über ihre Kampfstrategie: Cavaliere klagt Catinat wegen Tötung von Zivilpersonen an. Damit habe er sich auf eine Stufe mit den Angreifern gestellt. Catinat verteidigt sich, damit, dass er nur auf die Zerstörung von Hugenotten-Dörfern reagiere. Es herrsche das Gesetz der Rache: Auge um Auge. Außerdem würden einige Verbrechen von Räuberbanden begangen und den Kamisarden in die Schuhe geschoben. Cavaliere sucht den Ausgleich und ruft alle zur Versöhnung und zur Schonung der Wehrlosen auf. In der Erregung halten einige Edmund, der ebenfalls für Milde und Barmherzigkeit plädiert, für einen Spion und er wird von dem wilden Fanatiker und Propheten Ravanel mit seinem Schwert verletzt und besinnungslos an einen sicheren Ort gebracht. Inzwischen kommt eine Menge Vertriebener auf den Berg und berichtet von der Zerstörung ihrer Ortschaften. Die Hugenotten sollen umgesiedelt werden. Während Edmunds Genesung erzählen ihm Mazel und Cavalier, wie sie Kamisarden wurden.

#### Kämpfe gegen die Regierungstruppen
In der Handlungsfolge überstürzen sich jetzt die Aktionen: Edmund zieht mit den Rebellen durchs Gebirge. Sie verhindern einen Überfall und die Plünderung des Beauvais-Wohnsitzes durch Räuber, nehmen die Bande gefangen und ziehen weiter. Als sie durch Königstruppen angegriffen werden, sollen die Gefangenen getötet werden, um einen Zweifrontenkampf zu vermeiden. Edmund bittet um ihre Schonung, erreicht aber bei Cavalier nur die Begnadigung eines Räubers, dessen todesmutiges Verhalten ihn beeindruckt. Wie sich herausstellt ist es Lacoste, ein früherer Freund seines Vaters und dessen Rivale um die Gunst seiner Mutter Lucie, die ihn wegen seiner unchristlichen Lebensweise abwies. Er sieht dies als Ursache für seinen Abstieg zum gewalttätig-gefühllosen und rachsüchtigen Räuber. Lacoste fühlt sich Edmund wegen seiner Fürsprache verpflichtet und rettet ihm beim anschließenden Gefecht mit den Soldaten das Leben. Edmund wird jedoch gefangen genommen, der Obrist Julien erkennt ihn und lässt ihn aus Mitleid mit dem Baron fliehen. Er trifft erneut auf Lacoste und dieser erzählt ihm seine Lebensgeschichte: Er war in Nîmes mit einer Gruppe katholischer Jugendlicher befreundet und wurde zum Rivalen Beauvais um die Gunst der schönen Lucie, Edmunds Mutter. Wegen seiner eifersüchtigen Unbeherrschtheit und seiner unchristlichen Lebensanschauung schloss man ihn aus der Gruppe aus. Lacoste sieht dies als Ursache für seinen Abstieg zum gewalttätig-gefühllosen und rachsüchtigen Räuber.

#### Verfolgung und Flucht Beauvais
Inzwischen sind Beauvais und der Arzt Vila vom Marschall wegen Kollaboration mit den Rebellen angeklagt und nach Nîmes zum Verhör vorgeladen worden. Stärkstes Indiz ist der Beitritt ihrer Söhne zu den Kamisarden. Der Baron fürchtet eine Verhaftung und taucht unter. Als die Regierungstruppen ihn nicht auf seinem Landsitz finden, verwüsten sie sein Haus und stecken es in Brand.
Vila stellt sich der Untersuchung und weist die Beschuldigungen zurück. In diesem Zusammenhang analysiert er vor dem Marschall und dem Intendanten die Eskalation des Religionskrieges: „[M]it der allerbesten Absicht, diese Empörung auszurotten“, habe die Regierung sie noch verstärkt. Denn das sei „die Eigenart und Verkehrtheit des menschlichen Geistes […] dass das Verbotene, Verpönte, reizt und die straffällige Sache in ein verführerisches Zauberlicht stellt.“ Im Kampf reagieren beide Seiten immer brutaler: „Beiderseitige Kommentatoren erhitzen sich aneinander, jeder wird zorniger und wilder, an Vermitteln ist gar nicht mehr zu denken, Belehrung fruchtet nicht, und wer kühl und gemäßigt zwischen sie treten möchte, ist beiden Parteien ein Abscheu“. Der Arzt wird letztlich in seine Heimat entlassen, weil sich ein einflussreicher adliger Patient für ihn eingesetzt hat. Auf der Fahrt lädt er unterwegs einen alten bandagierten Mann namens Conrad ein, hinter dem sich der untergetauchte, verkleidete Beauvais verbirgt. Sie fahren zum zerstörten Wohnsitz des Barons, um ein Porträt seiner verstorbenen Frau Lucie aus einem Versteck zu holen und es mit auf den Weg über die Grenze nach Genf zu nehmen. Im Haus treffen sie Edmund und Lacoste und diese geleiten sie mit Rolands Trupp durch das von Regierungssoldaten durchsetzte Gebiet, um einen von Vila organisierten Unterschlupf in einem einsamen Dorf bei Florac zu erreichen. Auf dem Weg geraten sie in ein Gefecht mit den Königs-Soldaten. Edmund und der Jüngling Martin, es ist, wie sich später herausstellt, Christine von Castelnau, die sich den Rebellen angeschlossen hat, kämpfen sie frei und sie erreichen das Gebirgsdorf, wo bereits Eveline untergebracht worden ist.
Für die nächste Zeit leben Beauvais, unter dem Namen Peter Florval, und Eveline incognito auf dem Hof der Bäuerin Barbes und ihres Mannes Johannes, der als Amateur-Chirurgus und Kräuter-Apotheker die Bevölkerung ärztlich versorgt. Sie kleiden sich ländlich und werden als Verwandte der Wirtin ausgegeben. Der bei den Kämpfen verwundete Martin (Christine) wird zur Behandlung zu Johannes gebracht und von Beauvais als weiterer Vetter in die Familie aufgenommen, um seine Mitgliedschaft bei den Kamisarden vor den Besuchern des Hauses zu verbergen, u. a. vor dem ehemaligen Gardetrompeter und jetzt invaliden Veteranen Gherhard Dubois, der als Kurier den Regierungstruppen Botschaften überbringt und beobachtet, wie der angebliche Vetter Barbes von einem unbekannten Hund freudig begrüßt wird. Es ist Beauvais Hektor, der vom Diener Franz zufällig vorbeigeführt wird. Dieser Vorfall führt im Weiterführungsplan Tiecks die Verfolger auf Beauvais Spur.

#### Watelets Glaubensbekenntnis
Die Kamisarden haben die Regierungstruppen von der Hochebene vertrieben und sie feiern ausgelassen Castanets Hochzeit mit Mariette.

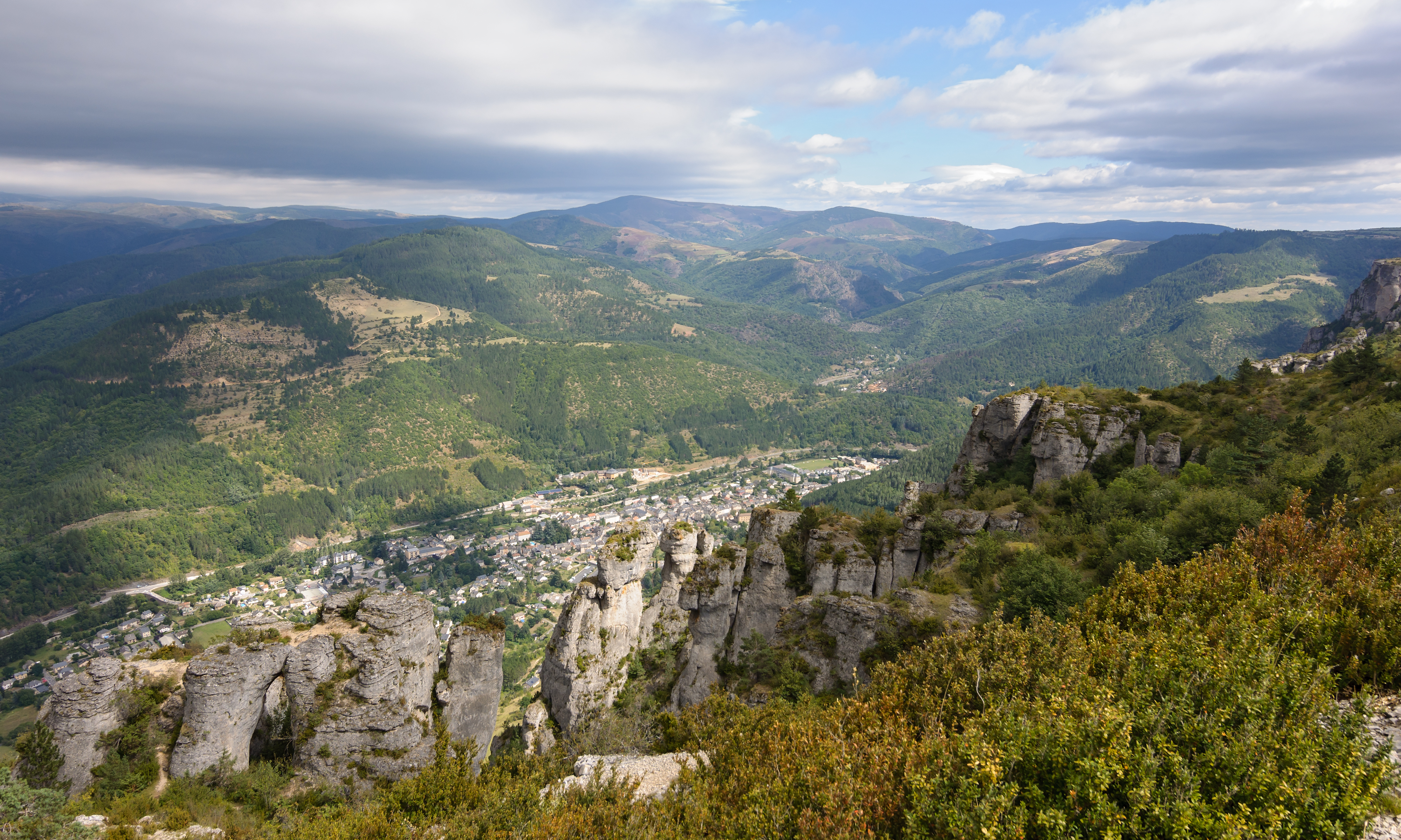
Cevennen bei Florac, im Kamisardenkrieg ein Standort der Dragoner Ludwigs XIV.

Nachdem man einen Kurier mit Informationen über einen Angriff der Königstruppen abgefangen hat, es ist Gherhard Dubois, verlassen Edmund und Lacoste das Lager um für einen Präventivschlag der Kamisarden die Landschaft nach Regierungstruppen auszuspähen. Edmund gibt sich als katholischer „Ritter“ aus, der aus Angst vor den Rebellen einen sicheren Wohnsitz, ein Gut oder Schloss, sucht. Er findet als Ausgangspunkt seiner Erkundigungen eine Unterkunft beim alten Priester Edmund Watelet in einem abgelegenen Dorf. Doch Watelet ahnt ein Versteckspiel Edmunds, spricht mit ihm über die Religionen und die Konfessionen und erklärt ihm seine katholische Lebensauffassung:
Die Wunder der Kamisarden allein seien keine Grundlage des Glaubens an die Offenbarung, denn der Wunderbegriff sei viel umfassender und beziehe sich auf das Leben: „Alles Leben umgibt mich geistig, wundersam“. Viele Dinge seien mit den Sinnen nicht fassbar. Die Natur und ihre Kräfte würden in jedem Menschen an jedem Tag wechseln. Der Dichter kenne Stimmungen, neue Kräfte, von denen die Vorzeit nichts wusste, die dem Laien als „Aberwitz oder Wunder“ erscheinen müssten. Gefährlich sei jedoch die Verbindung der „Traumbegabungen“ der Hugenotten und ihrer Prophezeiungen mit dunklen Leidenschaften. Das eigentliche Wunder sei vielmehr die Neuerschaffung des Herzens durch die Begegnung mit Gott und dies sei ein Grundbedürfnis der Menschen aller Religionen. Watelet erzählt von ländlichen kindlichen religiösen Bräuchen, Marienprozessionen, die zu einer Besinnung und Erneuerung des Menschengeistes in der Gemeinschaft führen. Dies würden die Hugenotten Götzendienst nennen, aber das wäre es nur bei einer Verbindung mit Hass und Bosheit gegen andere. Missbrauch und Irrtum hänge allem Menschlichen an, bestehe doch der schönste Leib aus Erde und Staub und doch sei die Schönheit erhabener als der Lehm des Bodens.
Edmund erinnert diese Botschaft an seine ehemalige Gesinnung und er erzählt dem Pfarrer von seiner Konversion. Dieser erwidert das Vertrauen und schildert ihm seine umgekehrte Entwicklung zum katholischen Priester. Seine Geschichte führt in die Vergangenheit zu Edmunds Eltern zurück: Als Kind von niederländischen Hugenotten hat er im Laufe seines Reiselebens mehrmals die Weltbilder gewechselt: Altgriechische Philosophien, aufgeklärter Rationalismus, Ablehnung christlicher Rituale, Naturreligion, wundergläubige Schwärmerei mit „dem schmalen Steig zwischen Tugend und Laster, zwischen Weisheit und Aberwitz, der aus Liebe und Freundlichkeit zu Hass und Mord führt.“  Den katholischen Glauben mit der „Feierlichkeit des Gottesdienstes“, der „Stille“, des „liebliche[n] Gesang[s]“, der „schauernde[n] Ahndung, die über allen Geheimnissen schwebte“, lernte er durch eine Freundesgruppe um den jungen Beauvais, Edmunds Vater, und dessen Verlobte Lucie in Nîmes kennen. Zu einem Zerwürfnis kam es, als einer der Jugendlichen mit Namen Lacoste, zur Zeit Edmunds Begleiter, der alle Religionen ablehnte und Lucie für sich gewinnen wollte, aus dem Kreis ausgeschlossen wurde und die Stadt gedemütigt verließ.

#### Zerstörung von Watelets friedlicher Gemeinde
Die Erzählungen des Priesters machen Edmund sehr nachdenklich und seine von Tieck in der Weiterführung geplante Abwendung von den Kamisarden wird durch folgende, den zweiten Abschnitt abschließende Tragödie vorbereitet:
Die friedliche Marien-Prozession im Dorf gerät in den Kampf der Kamisarden gegen ein Regiment hinein und wird von den Rebellen aus Rache gegen die Katholiken niedergemetzelt. Häuser und die Kirche werden niedergebrannt. Edmund kann den Priester vor der Hinrichtung retten und darf ihn nach Florac bringen. Auf dem Weg treffen sie Watelets Jugendliebe Euphemia, die Nonne wurde und jetzt todkrank auf der Flucht vor den Kamisarden ist. Beide sterben nach ihrer Wiederbegegnung und der Versicherung ihrer Liebe an den Folgen ihrer der grausamen Erlebnisse.

#### Vision
Zuvor kommt Edmund ahnungslos an dem Haus vorbei, in dem seine Familie Unterschlupf gefunden hat. Er ist in einer „Stimmung, als wenn ihm alles Leben und Sein in Traum und Nebel zerrinnen“ und hat ein weiteres Mal eines seiner „Gesichte“: „Ich bin auf dem Punkt, wahnsinnig zu werden, denn ich sehe nun die Gestalten meines Inneren“. Es ist ihm, als erblicke er seinen Vater, Christine und Eveline hinter dem Fenster.

## Entstehungs- und Publikationsgeschichte
Durch Isaak von Sinclairs Cevennenkrieg-Tragödien Der Anfang des Cevennenkrieges (1806), Das Ende des Cevennenkrieges (1806), Der Gipfel des Cevennenkrieges (1807) wurde Tieck auf den dem Religionskrieg in den Cevennen und dem Aufstand der Kamisarden gegen die Zwangskatholisierung der Hugenotten durch die Truppen des Königs aufmerksam gemacht. Aber erst 1820 begann er mit der Erarbeitung eines historischen Romans, der sich auf den Höhepunkt des Cevennenkriegs im Jahr 1703 konzentrieren sollte. Das erste Kapitel war bereits ein Jahr später fertiggestellt, das zweite erst 5 Jahre später.
Tieck nutzte für seine literarische Gestaltung historische Quellen: Maximilian Misson: Théâtre Sacré de Cévennes (London 1707), Villars Memoiren (Haag 1736), Brueys Histoire de Fanatisme (Utrecht 1737) und die anonyme Histoire des Camisards (1744).
1826 veröffentlichte er die ersten beiden Kapitel im Berliner Verlag von Georg Andreas Reimer unter dem Titel Aufruhr in den Cevennen. Eine Novelle in vier Abschnitten. 1. und 2. Abschnitt. Die Handlung schließt mit der Zerstörung eines katholischen Dorfes, das zwischen die Fronten geraten ist, und der Tötung der Einwohner durch die Rebellen. Edmund kann nur den alten Priester, der ihn zuvor in einem langen Gespräch wieder dem Katholizismus nähergebracht hat, vor der Hinrichtung schützen.
Tieck plante für Kapitel 3 und 4 die Weiterführung der Handlung, der Themen und Motive und die personalen Vernetzungen: der Veteran Gherard Dubois kommt durch Beauvais Hund Hektor hinter das Geheimnis des Untergetauchten. Königliche Truppen nehmen ihn gefangen, wobei die Grausamkeiten des Marschalls Montrevel und der Verfolger erneut geschildert werden. Edmund befreit seinen Vater an der vom Jäger Favart am Romananfang erwähnten dämonischen Esche. Die Familie Beauvais flieht zusammen mit der als Jüngling Martin verkleideten Christine von Castelnau nach Genf. Der Historie entsprechend sollte der Roman mit der Ablösung Montrevels durch Villars im April 1704 und der Änderung der grausamen Kriegsstrategie enden: Nach der Amnestie der Kamisarden schloss Cavalier im Mai in Nîmes einen Vergleich und trat als Oberst in die Dienste des Königs.

## Wirklichkeit und Dichtung

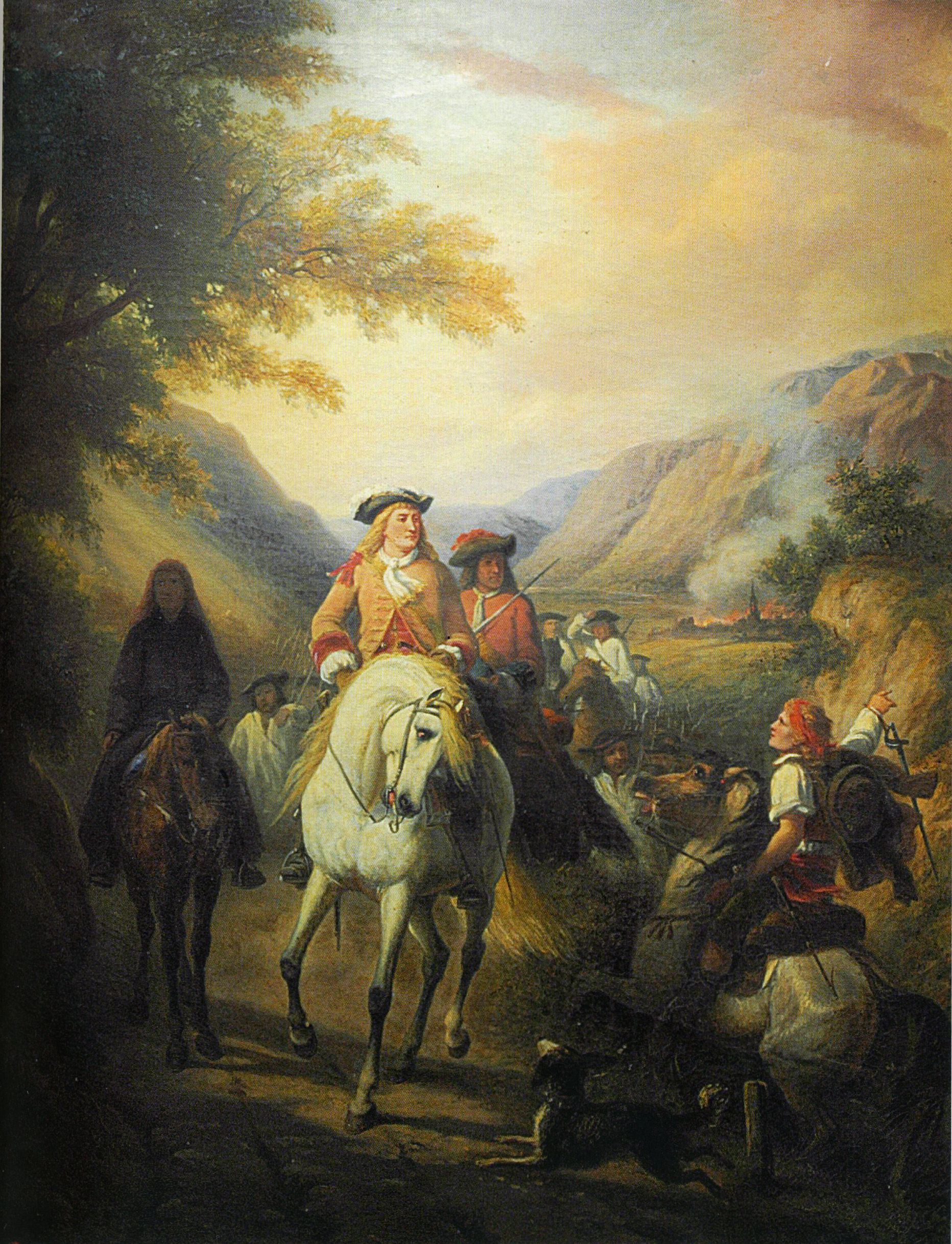
Jean Cavalier (Gemälde von Pierre-Antoine Labouchère, 1864)

Tieck konzentriert sich auf den Höhepunkt des Cevennenkriegs im Jahr 1703 und arbeitet viele in den Chroniken dargestellten Ereignisse in die Schilderungen und Diskussionen seiner Romanfiguren ein.
Ausgangspunkt des Partisanenkrieges war die Aufhebung des Edikts von Nantes 1685, das den als Kamisarden (französisch Camisards) bezeichneten Hugenotten in den Cevennen, die nicht selten Abkömmlinge der Waldenser waren, religiöse Toleranz und die Bürgerrechte zugesichert hatte. Als nach der Ermordung des Abbé du Chayla 1702 der Aufstand in den Cevennen ausbrach, übernahm Jean Cavalier gemeinsam mit Pierre Roland Laporte und Abraham Mazel die Führung der Kamisarden. Er disziplinierte die ungeordneten Scharen und besiegte mit seinem kleinen Heer die königlichen Truppen u. a. im Dezember 1702 in der Schlacht von Mas de Cauvi vor der Stadt Alès.
Nach weiteren Niederlagen mehrerer Regierungsheere wurde 1703 der Marschall von Frankreich Nicolas Auguste de La Baume, Marschall Montrevel, Militärkommandant. Mit seiner Strategie der verbrannten Erde ließ er massenweise Hugenotten hinrichten und Hunderte ihrer Dörfer zerstören. Die Kamisarden reagierten darauf mit ähnlichen Methoden: sie töteten Priester und brannten katholische Kirchen nieder. Am 29. April 1703 zog sich Cavalier mit einem Trupp in die Nähe des Turms von Bilhot bei Bagard zurück, dessen Lage sicher schien. Das Geheimnis wurde von einem Müller für einhundert Louis d'Or verraten und in der Nacht auf den 30. April setzten Dragoner das Gebäude in Brand und töteten viele Rebellen. Cavalier und ein Teil seiner Freischärler konnten fliehen. Dies ist eines der Kriegsereignisse, die Tieck in seinen Roman eingearbeitet hat. Im Dezember 1703 beschloss Ludwig XIV., die Hugenotten umzusiedeln oder ins Ausland zu deportieren und ihre Weiler zu vernichten. Bis zum Frühjahr 1704 eskalierte die Gewalt auf beiden Seiten. Da Montrevels Strategie nicht den erhofften Erfolg hatte, ersetzte ihn der König im April 1704 durch Claude-Louis-Hector de Villars. Dieser verkündete im Mai eine Amnestie für alle, die die Waffen niederlegten, und ließ Gefangene frei. Infolge dieses Vorgehens nahmen die Hugenotten-Gemeinden nach und nach die Amnestiebedingungen an. Cavalier schloss am 10. Mai 1704 in Nîmes einen Vergleich mit Villars und trat als Oberst in die Dienste des Königs.

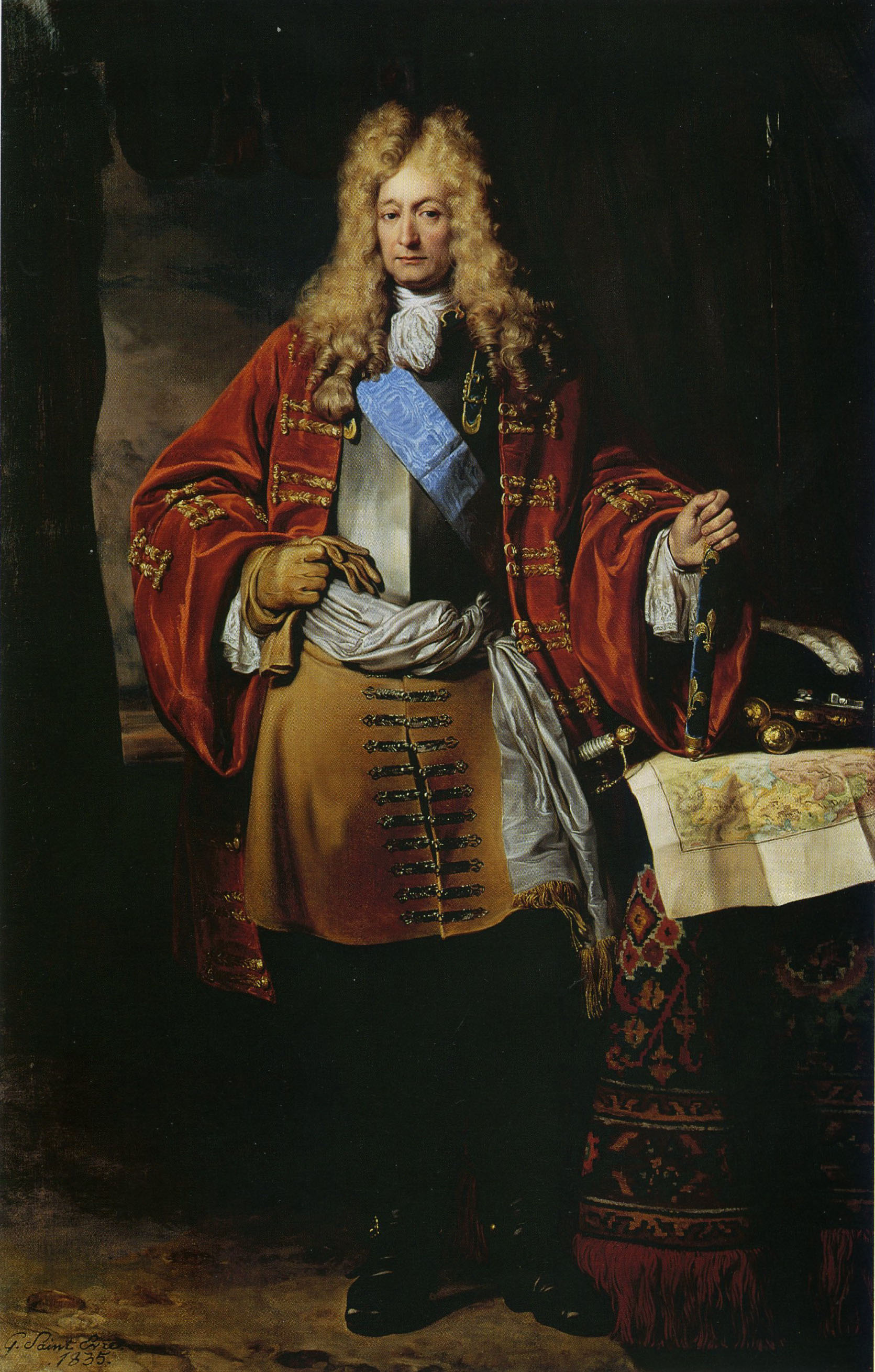
Der Marschall von Montrevel

Der Autor arbeitet überlieferte Ereignisse meist als Schilderungen Beteiligter in die fiktive Handlung der Familie Beauvais und Edmunds Freundin Christine von Castelnau ein und lässt seine Protagonisten zusammen mit historischen Personen agieren: Beispielsweise wird der incognito auftretende Anführer der Kamisarden Jean Cavalier während eines Gewitters im Beauvais-Landhaus aufgenommen und bewirtet. Als Edmund sich in den Cevennen-Bergen den Rebellen anschließt, trifft er auf die Anführer Abraham Mazel, Jean Cavalier, Pierre Laporte (Rolland) und Abdias Maurel, genannt Catinat. Christine hat im Haus ihrer Tante in Alais eine Auseinandersetzung mit dem Kommandanten der Königstruppen Maréchal de Montrevel und kritisiert sein brutales Vorgehen gegen die Zivilbevölkerung.
Im Handlungsgefüge stehen im ersten Abschnitt nicht die sparsamen Aktionen Edmunds im Mittelpunkt, sondern die Gespräche und Diskussionen über den Krieg, die Strategien und Hinrichtungen: Im Beauvais-Haus diskutiert der Baron mit seinem Sohn über die eigentlichen Ursachen des Konflikts. Die vor dem Gewitter Schutz Suchenden erzählen aus ihren unterschiedlichen Perspektiven von grausamen Übergriffen der Gegner. Beauvais muss wegen seiner vermuteten Sympathie für die Kamisarden den Forderungen des Intendanten von Basville aus Nîmes nachgeben, seinem Sohn die Aufstellung einer Bürgermiliz gegen die Rebellen zu erlauben. An weiteren Roman-Schauplätzen, in den Häusern von Christines Tante, Frau von Courtenai in Alès und des Marschalls in Nîmes sowie im Versteck der Kamisarden in den Cevennen berichten einzelne Personen von Gefechten und ihren Kriegserfahrungen. In den beiden Lagern werden die Vernichtungs- und Vertreibungsstrategien der Regierung und die brutalen Rache-Reaktionen der Rebellen diskutiert: De Basville favorisiert Bürgermilizen aus der Region, Montrevel eine Vernichtung oder Vertreibung der Hugenotten aus den Cevennen. Auch die Kamisarden-Führer sind unterschiedlicher Meinung: Catinat plädiert für einen Auge-um-Auge-Kampf, Cavalier für die Schonung der nicht kämpfenden Bevölkerung.
Tiecks Fragment schließt mit der Flucht Beauvais und seiner Tochter nach der Zerstörung ihres Schlosses und Edmunds angedeuteter Rückkehr zum Katholizismus.

## Rezeption und Interpretation
Zum Zeitpunkt der Veröffentlichung war Tieck ein viel gelesener Schriftsteller und der Cevennen-Roman fand auch wegen der Thematik großes Interesse. Seine Freunde ermunterten ihn immer wieder zur Fortsetzung. Z. B. schrieb Wilhelm Schlegel am 30. März 1828 an Tieck:
„Vor allen Dingen ermahne ich Dich, bitte Dich, beschwöre Dich, Deine ›Cevennen‹ zu vollenden. Es ist nicht nur ein hinreißendes Werk, sondern auch in den jetzigen Zeitläufen eine männliche Handlung.“ Mit ihm baten Karl Immermann, der Übersetzer Gries, Friedrich Schleiermacher und viele andre vergebens.
Einige Kritiker lobten, historische und erdichtete Einzelheiten seien „bewunderungswert ineinandergewoben“:  Nach Willibald Alexis scheint Tieck das Geheimnis gefunden zu haben, wie man die Geschichte im Roman dichterisch behandeln muss, und der Rezensent der Akademischen Blätter schreibt: „Die mannigfaltigen, sich kreuzenden Motive weiß Tieck trefflich zu entwickeln; geschichtliches Pathos wird glänzend aufgeboten; die Charakteristik ist meisterhaft.“
Viele Rezipienten fragen nach den Gründen für die fehlende Fortsetzung, obwohl Tieck, nach Köpkes Erinnerungen, das Konzept dazu ausgearbeitet hat (s. Entstehungs- und Publikationsgeschichte). Klee, der Herausgeber der dreibändigen Tieck-Ausgabe von 1892, bezweifelt mit Köpke den fragmentarischen Charakter des vorliegenden Werks. Tieck sei es v. a. auf das Verhältnis des Menschen zum Göttlichen in seinen verschiedenen Erscheinungsformen angekommen: Offenbarung, Wundersucht, Entzückung und Schwärmerei, Fanatismus, Demut und Entsagung, Zweifel, Teufel und Dämonie, Negation. Für Tieck gebe es ohne die Offenbarung und ihre Aufnahme „keinen Sinn im Tiefsinn, keinen Geist in der Geschichte, keinen Trost in der Natur, keinen Scherz, keine Kunst, keine Liebe.“ Wenn man sich diese Gedanken der verschiedenen Wege zu Gott vergegenwärtige, so sei das Werk in einem gewissem höheren Sinn vollendet und abgeschlossen und bedürfe keiner äußeren Fortsetzung; denn die verschiedenen Punkte, durch welche das religiöse Bewusstsein, der Glaube, sich hindurch bewegen kann, seien alle berührt, vom Atheismus bis zur schwärmerischen Vision: Edmund erscheint in der Diskussion mit dem Vater als katholischer Fanatiker, der außerhalb seiner historischen Papstkirche kein Heil sieht und die Unterwerfung des Glaubensbedürfnisses und Gewissens unter ihre Gesetze durch die Aufstellung einer Bürgermiliz erzwingen will. Dann wandelt er sich, parallel zu Christine von Castelnau und seinem Freund Florentin Vila, von einem Extrem zum anderen. Er wird kamisardischer Schwärmer und findet das Heil allein in den ihm persönlich erreichenden Visionen und Offenbarungen. Aber er bleibt ein radikaler religiöser Verfolger, wenn auch mit Mitleid für die Opfer. Am Ende des zweiten Abschnitts lernt er im Gespräch mit dem alten Pfarrer Watelet, durch den Tieck seine eigenen religiösen Überzeugungen ausspricht, das milde und versöhnende Christentum kennen: „das Christentum der That, das über den Gegensätzen steht; er ahnt, dass er aus einem schweren Irrtum in den andern verfallen sei, wendet sich innerlich von seinen neuen Glaubensgenossen ab und fühlt sich auf den Weg des Friedens und der Versöhnung hingezogen“.
Insgesamt fand die Veröffentlichung der ersten beiden Teile ein geteiltes Echo: Gelobt wurde der Übergang historischer und gegenwärtiger Fragen. Die Gewissenskämpfe beim Umbruch von der Aufklärung zur Romantik zwischen Protestanten und Katholiken: „Tieck setzt geschichtlich deutlich gezeichnete Figuren zum Spiel der Gegensätze an, verstreut Visionen und Prophezeiungen über das ganze Buch, romantisiert damit den Fanatismus eines historischen Vorgangs und lässt die Fabel vibrieren von den Täuschungen und Enttäuschungen, von der Treue und Untreue des menschlichen Verhaltens.“ Einige Rezensenten vermissten jedoch „das Eindeutige von Gut und Böse“, verurteilten die geschilderten Kriegsgräuel, die „Hysterie der prophezeienden Kinder, die Wundersucht der Führer“ und fragten nach der Position des Autors im „Wirrwarr der orthodoxen Meinungen, in denen sich alle Gerechten versündigen.“ Er setze „Eiferer, Habgierige, Propheten, Berufene und Unberufene auf beiden Seiten nebeneinander“. Bei der „vielstimmige[n] Anlage der Cevennen, die Glauben und Aberglauben in das Schaudern der Menschheit umgießt, fragen viele Kritiker, ob der Hauptakzent auf den historischen oder den religiösen Tatsachen“ liegt.

### Meinungsspiegel
- Josef von Hormayr lobt in einem Brief vom 20. November 1826 an Tieck die Novelle: „Da ich selbst den Tirolerkrieg von 1809 geleitet habe und den Gebirgskrieg und den Volkskrieg genau kenne, mögen Sie auch die Steigerung des Eindrucks ermessen, den die ungeheure psychologische Wahrheit, die grandiose Anordnung des Ganzen, die präzise Charakteristik, die hohe Ruhe in der beständigen Unruhe, das Unbewegliche im ewig Beweglichen auf mich gemacht haben. Ich weiß diesen Eindruck mit nichts zu vergleichen, seit langen Jahren in unserer wahrlich verhängnisreichen Zeit“.[44][45]
- Hesse möchte die Novelle in seine Bibliothek der Weltliteratur aufnehmen.[46]
- Nach Paulin[47] ahme Tieck in dieser „Großnovelle“ Walter Scott nach.
- Tieck erzähle spannend auf realer Basis „in der Freiheit, die ihm der nichtdeutsche Stoff“[48] bietet.
- Die Novelle ist gegen den „Parteienhaß“ geschrieben.[49]
- Tieck sucht den Schlüssel für das Verständnis der schrecklichen Umbrüche, die 1789 – von Frankreich her kommend – Europa überraschten und 1813 ein vorläufiges Ende fanden. Als der Autor 1826 die Novelle publizierte, stand die nächste Revolution, wiederum aus Frankreich, bevor.[50]
- Kern sieht im Priester Watelet „ein Modell“ Tiecks „für den künftigen Menschen“.[51] Es geht um die „Lehre der Duldung“.[52]